# Istituto unito per la ricerca nucleare
L'Istituto unito per la ricerca nucleare o Joint Institute for Nuclear Research (JINR) (dal russo: Объединённый институт ядерных исследований, abbreviato ОИЯИ), è un centro di ricerca internazionale di fisica nucleare gestito congiuntamente da diciotto Stati membri: Armenia, Azerbaigian, Bielorussia, Bulgaria, Repubblica Ceca, Corea del Nord, Cuba, Georgia, Kazakistan, Moldavia, Mongolia, Polonia, Romania, Russia, Slovacchia, Ucraina, Uzbekistan, Vietnam.
La sede dell'Istituto si trova in Russia, a Dubna, nell'oblast' di Mosca, 110 km a nord del capoluogo.

## Fondazione
Il centro di ricerca di fisica nucleare di Dubna risale al 1947, quando il governo sovietico decise la costruzione di un acceleratore di protoni. Il sito di Dubna fu scelto perché lontano da Mosca e per la vicinanza della centrale idroelettrica di Ivankovo. Il centro era gestito da due istituti dell'Accademia delle scienze dell'Unione Sovietica: l'istituto di Fisica Nucleare e quello di Elettrofisica. Il responsabile scientifico del progetto era Igor Kurčatov; fra i collaboratori figuravano alcuni dei maggiori fisici del XX secolo, come Bruno Pontecorvo, Nikolaj Bogoljubov, Georgij Flërov, Vladimir Veksler.
Nel 1954 i paesi dell'Europa occidentale avevano fondato il CERN per svolgere in comune la costosa attività di ricerca nucleare. Come risposta, il 26 marzo 1956 i paesi socialisti decisero di unire i loro sforzi ed il centro di Dubna venne trasformato nell'Istituto Unito per la Ricerca Nucleare. Nuovi Paesi si aggiunsero negli anni e nel 1989, alla vigilia della caduta del socialismo, gli Stati membri erano: Bulgaria, Cecoslovacchia, Cina, Corea del Nord, Cuba, DDR, Mongolia, Polonia, Romania, Ungheria, URSS e Vietnam.

## Organizzazione

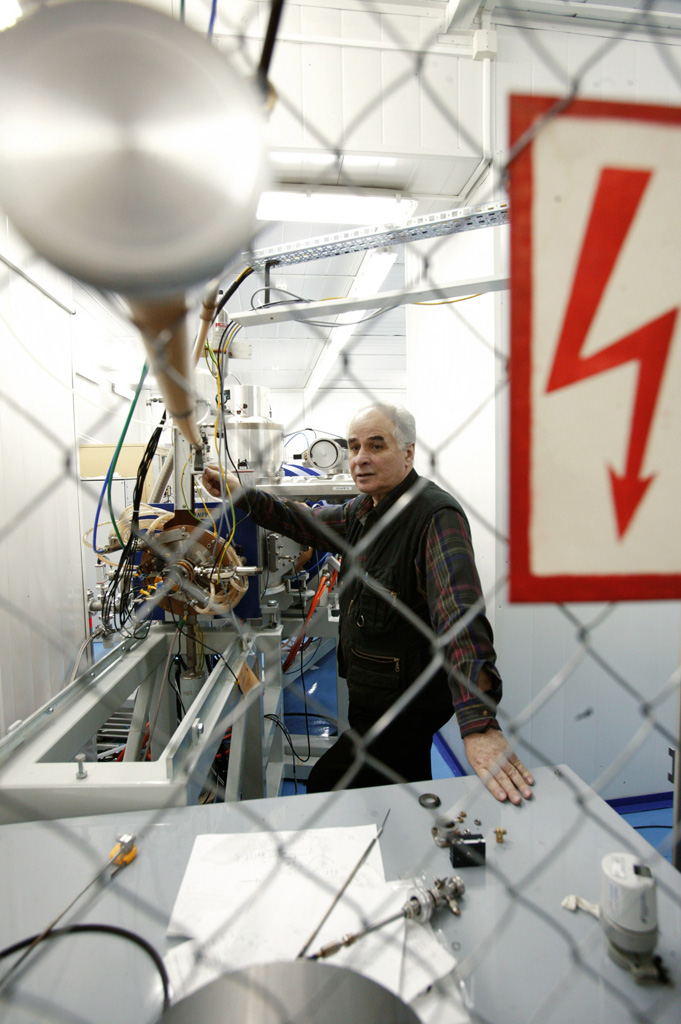
Eduard Kozulin, mentre controlla un sensore di massa degli atomi pesanti

Nell'Istituto di Dubna lavorano circa 5 500 membri del personale fisso, più 1 200 ricercatori provenienti dai diciotto Stati membri, ma anche da altri paesi, come gli Stati Uniti, la Germania, la Svizzera, la Francia e l'Italia.
I paesi fondatori del JINR sono:
- Armenia
- Azerbaigian
- Bielorussia
- Bulgaria
- Cuba
- Rep. Ceca
- Corea del Nord
- Georgia
- Kazakistan
- Moldavia
- Mongolia
- Polonia
- Romania
- Russia
- Slovacchia
- Ucraina
- Uzbekistan
- Vietnam

L'Istituto è articolato in nove laboratori specializzati: 
- Bogoliubov Laboratory of Theoretical Physics (BLTP): la sezione di Fisica teorica, in onore del fisico sovietico Nikolaj Bogoljubov,
- Veksler and Baldin Laboratory of High Energies (VBLHE): sezione dedicata alla Fisica delle alte energie, che si occupa di relatività,
- Laboratory of Particle Physics (LPP): sezione dedicata alla Fisica delle particelle,
- Dzhelepov Laboratory of Nuclear Problems (DLNP): laboratorio che studia gli effetti delle radiazioni e i problemi nucleari in genere,
- Flerov Laboratory of Nuclear Reactions (FLNR): sezione che si occupa della Fisica degli ioni pesanti e delle reazioni nucleari,
- Frank Laboratory of Neutron Physics (FLNP): laboratorio dedicato allo studio della Fisica dei neutroni,
- Laboratory of Information Technologies (LIT): laboratorio che sviluppa le tecnologie per l'Informatica,
- Laboratory of Radiation Biology (LRB): sezione dedicata allo studio della Radiobiologia,
- JINR University Centre (UC): centro universitario dell'istituto.

I principali strumenti di ricerca comprendono:
- un acceleratore di particelle superconduttore di una potenza nominale di 7 GeV;
- tre ciclotroni isocronici da 120, 145, 650 MeV;
- un sincrofasotrone (particolare tipo di sincrotrone per protoni) da 4 GeV;
- un reattore nucleare generatore di pulsazioni di neutroni da 1,5 GW, cui sono associati diciannove strumenti che ricevono fasci di neutroni.

## Scoperte
Fra le maggiori scoperte avvenute nell'Istituto vi sono:
- 1959 – transizioni non radioattive nei mesoatomi;
- 1960 – iperone antisigma meno;
- 1972 – rigenerazione delle cellule investite da radiazioni;
- 1973 – regola per il conteggio dei quark;
- 1975 – confinamento lento dei neutroni;
- 1988 – regolarità delle formazioni risonanti di molecole muoniche nel deuterio.

Ma l'istituto è soprattutto famoso per la sintesi di nuovi elementi chimici transuranici: rutherfordio (1964),  dubnio (1968), seaborgio (1974, contemporaneamente al rivale LBNL), bohrio (1976), flerovio (1999), livermorio (2001), nihonio (2004, in collaborazione con il LLNL), moscovio (2004, in collaborazione con il LLNL), oganesson (2006, in collaborazione con il LLNL), tennesso (2010).

## JINR Prize del 1961
Nel 1961 l'Istituto creò un premio, in quell'anno il premio venne assegnato a un gruppo di fisici condotto da Wang Ganchang e Vladimir Veksler per la scoperta dell'iperone antisigma meno nel 1959. Erano state analizzate più di 40 000 lastre fotografiche che riproducevano decine di migliaia di interazioni nucleari, prodotte in camera a bolle da urti di protoni di 10 GeV su targhetta fissa. La reazione studiata era:
{\displaystyle \pi ^{-}+C\to {\bar {\Sigma }}^{-}+K^{0}+{\bar {K}}^{0}+K^{-}+p^{+}+\pi ^{+}+\pi ^{-}+{\hbox{nucleus recoil}}}
Questa nuova antiparticella instabile scoperta decadeva nella coppia antineutrone e pione negativo in soli (1,18 ± 0,07)· 10−10 s:
{\displaystyle {\bar {\Sigma }}^{-}\to {\bar {n}}^{0}+\pi ^{-}}
All'epoca si pensava si trattasse di una particella elementare, ma alcuni anni dopo, con l'arrivo del modello a quark costituenti, gli iperoni, il protone, il neutrone, il pione e gli altri adroni conosciuti furono correttamente identificati come particelle composte da quark e antiquark.

## Premio Pontecorvo del 2014
Dal 1995, il JINR attribuisce annualmente il Premio Pontecorvo, in onore dell'italiano Bruno Pontecorvo, al fisico che ha maggiormente contribuito alla ricerca nel campo delle particelle elementari. Nel 2014 il Premio Pontecorvo è stato assegnato a Luciano Maiani, fisico teorico di altissimo livello, per i suoi eccezionali meriti scientifici nel campo della fisica delle interazioni elettrodeboli e nella fisica dei neutrini. Maiani, uno dei padri del Large Hadron Collider, il più grande acceleratore del mondo, ha rivestito anche importanti incarichi istituzionali, come quello di presidente dell'Istituto Nazionale di Fisica Nucleare (INFN), direttore generale del CERN e presidente del Consiglio Nazionale delle Ricerche (CNR). Nel corso della sua lectio magistralis, tenuta dopo la cerimonia di consegna del premio a Dubna, Maiani ha delineato le prospettive che si aprono per la fisica teorica e sperimentale dopo la scoperta del bosone di Higgs, e ha concluso sottolineando la necessità scientifica di investire in nuove e più potenti macchine acceleratrici, passo imprescindibile per l'avanzamento della conoscenza.

## Direttori
- Dmitrij Blochincev (1956–1965)
- Nikolaj Bogoljubov (1966–1988)
- Dezső Kiss (1989–1991)
- Vladimir Kadyševskij (1992–2005)
- Aleksej Sisakian (2005–maggio 2010)
- Michail G. Itkis (maggio 2010–settembre 2011) ad interim
- Viktor A. Matveev (2012– in carica)